# Sibylla Deen
Sibylla Deen (Sydney, 12 novembre 1982) è un'attrice australiana.
È nota principalmente per la sua interpretazione di Nusrat Al Fayeed nella serie televisiva statunitense Tyrant, della regina egizia Ankhesenamon, moglie del faraone Tutankhamon nella miniserie televisiva Tut - Il destino di un faraone e Blair nella miniserie di Netflix The I-Land.

## Biografia
Sibylla Deen è nata a Sydney, in Australia, da padre pakistano e madre inglese.
Dopo alcuni ruoli per la televisione australiana, dal 2014 al 2016, ha interpretato Nusrat Al-Fayeed nella serie televisiva Tyrant. Nel 2015 interpreta Ankhesenamun nella miniserie Tut - Il destino di un faraone al fianco di Avan Jogia e Ben Kingsley. Ad agosto 2019 è stata confermata per il ruolo di Blair nella miniserie fantascientifica firmata Netflix The I-Land.

## Filmografia

### Cinema
- Lies We Tell, regia di Mitu Misra (2017)

### Televisione
- Home and Away - soap opera, 5 puntate (2003)
- Comedy Inc.  - sitcom, 20 puntate (2003-2004)
- Tyrant, serie TV, 22 episodi (2014-2016)
- Tut - Il destino di un faraone, miniserie TV, episodi 1x1, 1x2 e 1x3 (2015)
- The Last Ship, serie TV, 8 episodi (2017)
- The I-Land, miniserie TV, 7 episodi (2019)
- Legacies - serie TV, episodio 3x14 (2021)

## Doppiatrici italiane
- Jessica Bologna in Tyrant
- Francesca Manicone in Tut - Il destino di un faraone
- Ilaria Latini in The Last Ship
- Paola Majano in The I-Land
- Domitilla D'Amico in Legacies